# Propolyxenus forsteri
Propolyxenus forsteri är en mångfotingart som beskrevs av Bruno Condé 1951. Propolyxenus forsteri ingår i släktet Propolyxenus och familjen penseldubbelfotingar. Inga underarter finns listade i Catalogue of Life.